# 陳奕 (電競選手)
陳奕（1994年12月24日—），遊戲代號：Ziv，台灣電子競技職業選手，效力於ahq e-Sports Club擔任位置Top，過往效力過Team Ozone、PKMaster、Ucan Hong Kong Attitude、Hong Kong Attitude.Mage等職業戰隊。

## 外部連結
- 陳奕的Facebook專頁
- Ziv的Twitch直播頻道 （页面存档备份，存于）
- Ziv的英雄聯盟職業生涯資料 （页面存档备份，存于）